# Највећи хитови уживо (Рибља чорба)
Највећи хитови уживо је компилацијски албум српског и југословенског рок бенда Рибља чорба. Објављен 2007. године под окриљем издавачке куће Хи-Фи Центар, а на њему се налази седамнаест песама.

## Листа песама
| №   | Назив                       | Трајање |  |
| 1.  | Погледај дом свој анђеле    |         |  |
| 2.  | Лутка са насловне стране    |         |  |
| 3.  | Два динара друже            |         |  |
| 4.  | Нећу да испаднем животиња   |         |  |
| 5.  | Добро јутро                 |         |  |
| 6.  | Када падне ноћ              |         |  |
| 7.  | Кад сам био млад            |         |  |
| 8.  | Авиону сломићу ти крила     |         |  |
| 9.  | Амстердам                   |         |  |
| 10. | Остани ђубре до краја       |         |  |
| 11. | Кад ходаш                   |         |  |
| 12. | Звезда поткровља и сутерена |         |  |
| 13. | Рокенрол за кућни савет     |         |  |
| 14. | Остаћу слободан             |         |  |
| 15. | Прича о Џиги Бау            |         |  |
| 16. | Јужна Африка                |         |  |
| 17. | Љубоморко                   |         |  |